# Charles T. Knight
Charles T. Knight (* 18. Oktober 1931; † 29. Juni 2023) war ein US-amerikanischer Tonmeister.

## Leben
Knight begann seine Karriere in den 1960er Jahren und hatte sein Filmdebüt mit dem B-Movie-Horrorfilm Monstrosity. In den 1970er Jahren war er an einigen großen Hollywoodproduktionen beteiligt, darunter Douglas Trumbulls Science-Fiction-Film Lautlos im Weltraum, Richard T. Heffrons Futureworld – Das Land von Übermorgen und Jerry Jamesons Katastrophenfilm Verschollen im Bermuda-Dreieck. 1973 war er für Milton Katselas Filmkomödie Schmetterlinge sind frei gemeinsam mit Arthur Piantadosi für den Oscar in der Kategorie Bester Ton nominiert, der Preis ging in diesem Jahr jedoch an Bob Fosses Musical Cabaret.
Ab Mitte der 1970er Jahre verschob sich der Arbeitsschwerpunkt Knights zum Fernsehen. Er war an über 20 Fernsehfilmen beteiligt und wirkte zwischen 1974 und 1977 an 68 Folgen der Fernsehserie Unsere kleine Farm mit. Für sein Wirken war er drei Mal für den Primetime Emmy nominiert. 1974 für John Kortys Drama Die Geschichte der Jane Pittman, 1984 für The Day After – Der Tag danach und 1989 für die Filmbiografie The Karen Carpenter Story.

## Filmografie (Auswahl)
- 1963: Monstrosity
- 1970: Bloody Mama
- 1970: Five Easy Pieces – Ein Mann sucht sich selbst (Five Easy Pieces)
- 1970: Voodoo Child (The Dunwich Horror)
- 1971: Asphaltrennen (Two-Lane Blacktop)
- 1972: Lautlos im Weltraum (Silent Running)
- 1972: Schmetterlinge sind frei (Butterflies Are Free)
- 1975: Ein Mann nimmt Rache (Framed)
- 1976: Futureworld – Das Land von Übermorgen (Futureworld)
- 1977: Verschollen im Bermuda-Dreieck (Airport ’77)
- 1978: Heißes Blut (Bloodbrothers)
- 1982: Jimmy the Kid
- 1994: Last Time Out

## Auszeichnungen (Auswahl)
- 1973: Oscar-Nominierung in der Kategorie Bester Ton für Schmetterlinge sind frei